# Fanø Sogn

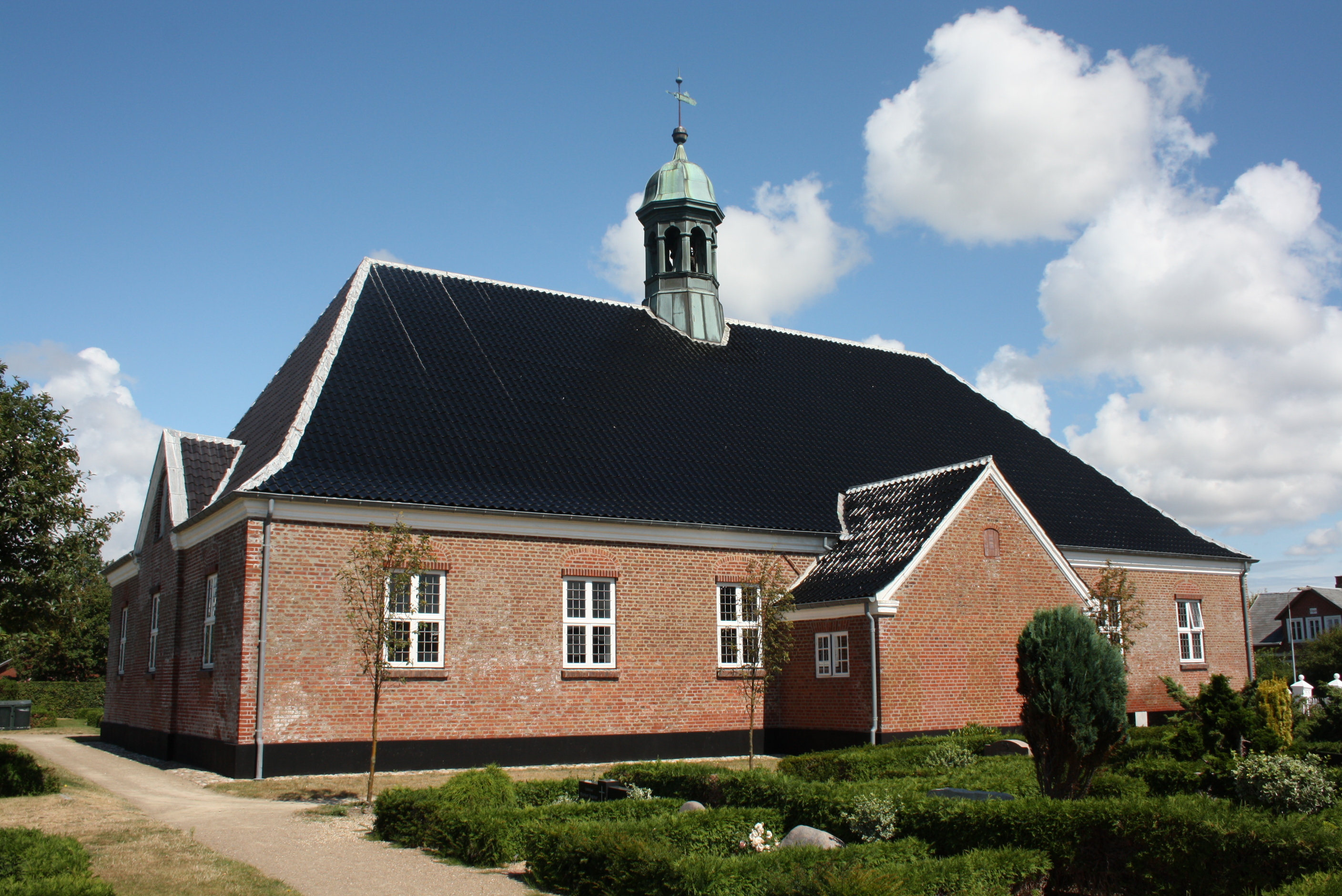
Nordby Kirke

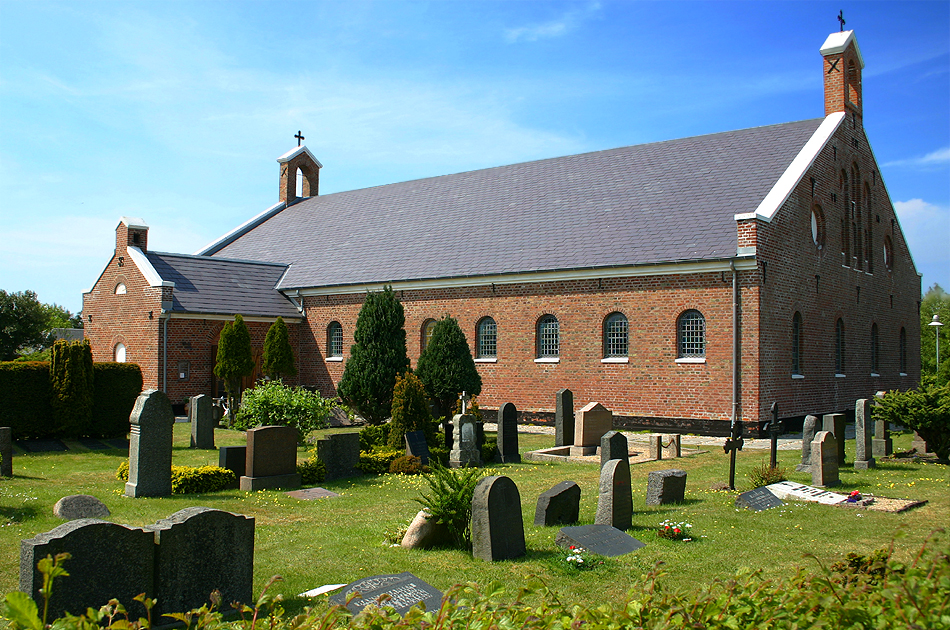
Sønderho Kirke

Fanø Sogn ist eine dänische Kirchspielgemeinde (dän.: Sogn), welche die gesamte gleichnamige Insel Fanø vor der jütländischen Nordseeküste bei Esbjerg umfasst. Sie entstand am 1. August 2019 durch Vereinigung der bis dahin auf der Insel bestehenden Kirchspiele Nordby Sogn und Sønderho Sogn. Bis 1970 gehörten beide zur Harde Skast Herred im damaligen Ribe Amt, danach zur Fanø Kommune im „neuen“ Ribe Amt, die im Zuge der Kommunalreform zum 1. Januar 2007 unverändert blieb und nun zur Region Syddanmark gehört.
Die Gemeinde hatte am 1. Januar 2023 bei einer Fläche von 55,78 km² 3.425 Einwohner, davon 294 im Kirchdorf Sønderho und 2.738 im Kirchdorf Nordby.
In der Gemeinde liegen die Kirchen „Nordby Kirke“ und „Sønderho Kirke“.